# Momentum (Joshua Redman)
Momentum è un album del sassofonista jazz Joshua Redman pubblicato nel 2005.
Tutti i brani sono stati arrangiati da Redman e Sam Yahel.

## Tracce
1. Soundchek – 01:26 (Redman / Ballard)
2. Sweet nasty – 06:20 (Redman)
3. Just a moment – 01:21 (Redman / Yahel / Blade)
4. Shut your mouth – 05:37 (Yahel)
5. The crunge – 02:38 (Page / Plant / Bonham / Jones)
6. Riverwide – 06:20 (Crow)
7. Greasy G- 04.35 (Redman)
8. Lonely woman – 06:11 (Coleman)
9. Swunk – 08:15 (Redman)
10. Blowing changes – 02:10 (Redman / Flea / Yahel / Blade)
11. Double jeopardy – 04:31 (Redman)
12. Put it in your pocket – 06:52 (Redman)
13. Showtinme – 01:06 (Redman / Yahel / Ballard)

## Formazione
- Joshua Redman – sassofono e tastiere
- Sam Yahel – tastiere
- Brian Blade – percussioni
- Jeff Ballard – percussioni